# Luciano Della Mea
Luciano Della Mea (Torre Alta, 29 maggio 1924 – Firenze, 25 marzo 2003) è stato un attivista, partigiano e giornalista italiano.

## Biografia
Ha vissuto in orfanotrofio per sette anni fra Lucca e Pisa. Interrotti gli studi nel 1940 per andare volontario in guerra, è stato per tre anni carrista nel Montenegro. Dopo l'8 settembre fu internato col suo reparto in un campo di concentramento in Germania. Rientrato in Italia a combattere nell'esercito della Repubblica Sociale Italiana, disertò e si unì ai partigiani della VI divisione "Giustizia e libertà". Nel dopoguerra si iscrisse al PSI, poi nel 1964 al PSIUP. È stato redattore dell'Avanti!, di Mondoperaio, di Mondo Nuovo, del Paese, dei Quaderni Rossi, di Nuovo Impegno, ecc.
Ha collaborato a diversi periodici militanti come la rivista Il Labriola, Lotta di classe e La classe. Inoltre è stato consulente editoriale del Touring Club Italiano, di Nistri-Lischi, Feltrinelli, Bertani, Mazzotta, Jaca Book, Circolo del Pestival. Dal 1985 fu direttore della rivista politico-culturale Il Grandevetro, a cui continuerà a collaborare attivamente fino alla morte. Con altri, nel 1998, fonda la rivista bimestrale InOltre Jaca Book.
Attivista politico, ha vissuto intensamente la stagione dei movimenti della contestazione (1966-1973). È stato direttore del periodico Il potere operaio (1966-1968) a cui collaboravano Adriano Sofri, Gian Mario Cazzaniga ed altri. Dopo la divisione del movimento Il potere operaio pisano, Della Mea è stato tra i fondatori della Lega dei Comunisti. Nel 1972 fu tra i primi a organizzare la campagna nazionale di denuncia dell'assassinio di Serantini e a costituire il "Comitato di Giustizia per Franco Serantini".
Fra le sue molteplici attività va ricordata quella a sostegno dei malati mentali, iniziata nel manicomio d'Arezzo con Agostino Pirella nel 1976, sulla base delle pratiche di Franco Basaglia. Sua la cura di diverse pubblicazioni di quel periodo, tra cui il libro dell'internata Adalgisa Conti Manicomio 1914. Gent. Dottore questa è la mia vita, da cui Cristina Crippa nel 1996 trasse lo spettacolo teatrale Lola che dilati la camicia. Autore di molti volumi di saggistica, letteratura (Il Colonnello mi manda a dire, Einaudi, 1958), teatro e poesia, era il fratello maggiore del cantautore politico Ivan Della Mea. Le sue ceneri riposano nel piccolo cimitero di Torre Alta.